# Werteunion
Die Werteunion (WU, Eigenschreibweise WerteUnion) ist eine im Jahr 2024 gegründete deutsche Kleinpartei und vorheriger Verein. Der 2017 gegründete Werteunion e. V. beanspruchte für sich, den „konservativen Markenkern“ der CDU und CSU zu vertreten, war aber keine anerkannte Parteigliederung von CDU oder CSU und in den Unionsparteien umstritten.
Die Mitgliederversammlung des Vereins beschloss im Januar 2024, die Namensrechte auf eine neu zu gründende Partei zu übertragen; diese wurde am 17. Februar 2024 gegründet. Der Verein selbst ist als Förderverein bestehen geblieben. Zum Parteivorsitzenden wurde anlässlich der Gründungsversammlung der Vereinsvorsitzende Hans-Georg Maaßen gewählt.
Durch den Übertritt des ehemaligen AfD-Abgeordneten Dirk Spaniel war die Werteunion zeitweise im 20. Deutschen Bundestag vertreten.

## Partei Werteunion
Anfang Januar 2024 gab Hans-Georg Maaßen als Vorsitzender des Vereins Werteunion bekannt, dass eine Parteigründung erwogen werde. So könnte man bei den Landtagswahlen in Thüringen, in Sachsen und in Brandenburg im Herbst 2024 antreten.
Am 20. Januar 2024 sprach sich bei einer Mitgliederversammlung des Vereins in Erfurt eine große Mehrheit der Anwesenden für die Neugründung einer „konservativ-liberalen Partei“ unter demselben Namen aus. Ihre Gründung solle „so zeitnah erfolgen, dass eine Teilnahme an den Landtagswahlen in Thüringen, Sachsen und Brandenburg im September gewährleistet“ werde.
Die Parteigründung fand am 17. Februar 2024 auf dem Schiff MS Godesia auf dem Rhein statt. Maaßen betrat das Schiff in Remagen, weitere Mitglieder in Königswinter. Nach Parteiangaben wurde die Gründung in Bonn vollzogen, da die Werteunion an die Bonner Republik anknüpfen wolle. Der Werteunion e. V. bleibt als Förderverein bestehen.
Im Vorfeld der Landtagswahl in Thüringen 2024 löste sich die dortige Regionalpartei Bürger für Thüringen auf und schloss sich der Werteunion an. Ab Anfang April 2024 gründeten sich Landesverbände der Werteunion, zuerst in Thüringen, dann in weiteren Bundesländern. Ende Juni 2024 beschloss der Parteivorstand, eine Fusion mit Bündnis Deutschland anzustreben. Einem im November 2024 vorliegenden Fusionsvertrag stimmte der Bundesvorstand jedoch nicht zu. Im September 2024 trat Jörg Meuthen, ehemaliger Ko-Bundessprecher der AfD, der Werteunion bei. Im Oktober 2024 trat Jozef Rakicky, Landtagsabgeordneter in Niedersachsen und bisher AfD-Mitglied, der Werteunion bei.

### Landesverbände
| Landesverband          | Landesvorsitzender  | Gründung         | Mitglieder |
| ---------------------- | ------------------- | ---------------- | ---------- |
| Baden-Württemberg      | Alexander Mitsch    | 6. Juli 2024     |            |
| Bayern                 | Jörg Uhlig          | 12. Oktober 2024 |            |
| Brandenburg            | Anna-Sophia Werz    | 12. Mai 2024     |            |
| Hessen                 | Hartmut Erlinghagen | 20. Juli 2024    |            |
| Mecklenburg-Vorpommern | Stefanie Voigt      | 5. Mai 2024      |            |
| Niedersachsen          | Steffen Grüner      | 23. Juni 2024    |            |
| Nordrhein-Westfalen    | Sylvia Pantel       | 11. Mai 2024     | rd. 360    |
| Rheinland-Pfalz        | Eugen Radkte        | 27. Juni 2024    |            |
| Sachsen                | Heiko Petzold       | 14. April 2024   |            |
| Schleswig-Holstein     | Martin Fröber       | 7. April 2024    |            |
| Thüringen              | Hans Pistner        | 7. April 2024    |            |

### Wahlen
| Jahr | DE    | EU    | HH    | SN    | TH    | BB    |
| Jahr | in %  | in %  | in %  | in %  | in %  | in %  |
| ---- | ----- | ----- | ----- | ----- | ----- | ----- |
| 2024 | —     | n. a. | —     | 0,3 % | 0,6 % | 0,3 % |
| 2025 | 0,0 % | —     | n. a. | —     | —     | —     |

Wollte die Werteunion ursprünglich zur Bundestagswahl 2025 antreten, tat sie dies jedoch infolge des auf den 23. Februar 2025 vorgezogenen Wahltags nicht bundesweit. Die Landesverbände Bayern, Berlin, Mecklenburg-Vorpommern, Niedersachsen, Nordrhein-Westfalen und Schleswig-Holstein hatten trotzdem einen Wahlantritt angekündigt. Zugelassen wurde nur die Landesliste in Nordrhein-Westfalen. Mit 6.803 Zweitstimmen erreichte sie gerundet 0,0 % der bundesweiten Wählerstimmen. Bezogen auf das Landesergebnis NRW gibt die Wahlleitung 0,1 % an, genauer gerechnet ergibt sich im Land 0,0646 %, im Bund 0,0137 %. Nur vier Parteien schnitten bundesweit schlechter ab, mit dreistelligen Stimmenzahlen.

### Jugendorganisation
Die Junge Werteunion (Eigenschreibweise: Junge WerteUnion) ist die Jugendorganisation der Partei. Sie tritt seit Anfang 2024 öffentlich als Arbeitsgruppe des bestehenden Vereins auf.
Sechs Mitglieder des Bundesvorstands der Jugendorganisation, darunter ihr damaliger Vorsitzender Philipp Zank und der stellvertretende Vorsitzende Lutz Vondermans, traten mit dem Beitritt Jörg Meuthens in die Partei aus ihr und ihrer Organisation aus, seien aber nach Maaßen „einem Ausschlussverfahren zuvorgekommen“, und gründeten das sogenannte Junge FreiheitsBündnis. Gründe für ihre Abspaltung war ein befürchteter „Linksruck“ durch Meuthen und Probleme innerhalb der Partei. Mit ihrer Unabhängigkeit wollen sie mit Hilfe von Markus Krall eine neue libertäre Plattform schaffen. Nach Aussagen der Partei sei die JWU in ihrer damaligen Lage nicht mehr mit „den Prinzipien der Partei kompatibel [gewesen]“.
Seit dem 25. September 2024 steht sie unter der kommissarischen Leitung von Nico Röhrs.

## Vorgeschichte: Verein Werteunion

### Struktur und Personal
Der eingetragene Verein wurde am 25. März 2017 in Schwetzingen gegründet und hatte im Februar 2020 nach eigenen Angaben ca. 4000 Mitglieder. Die Wahl des Vereinsvorsitzenden erfolgte am 28. Januar 2023, die Nachwahl der anderen Vorstandsmitglieder erfolgte im Mai 2023:
| Amt                            | Name                                                                             |
| ------------------------------ | -------------------------------------------------------------------------------- |
| Vorsitzender                   | Hans-Georg Maaßen                                                                |
| Stellvertretende Vorsitzende/r | Eugen Radtke, Simone Baum, Hans Pistner                                          |
| Schatzmeister                  | Udo Kellmann                                                                     |
| Beisitzer                      | Michael Kuhr, Martin Lohmann, Bernd Fleischmann, Cathrin Scholze, Stefanie Voigt |

### Vorsitzende der Landesverbände
- Baden-Württemberg: Alexander Mitsch
- Bayern: Jörg Uhlig
- Berlin: Bernd Pfeiffer
- Brandenburg: Heiko Michael Müller
- Hamburg: Aaron Jöcker
- Hessen: Amelie Alpert
- Mecklenburg-Vorpommern: Stefanie Voigt
- Niedersachsen: Steffen Grüner
- Nordrhein-Westfalen: Sylvia Pantel
- Rheinland-Pfalz: Peter Scholze
- Saarland: Thorsten Schwarz
- Sachsen: René Dittrich
- Sachsen-Anhalt: Josef von Beverfoerde
- Schleswig-Holstein: Martin Fröber
- Thüringen: Hans Pistner

### Bundesvorsitzende
- Alexander Mitsch (März 2017 bis Mai 2021)
- Max Otte (Mai 2021 bis Januar 2022)
- Simone Baum (kommissarisch von Januar 2022 bis Januar 2023)
- Hans-Georg Maaßen (seit 28. Januar 2023)

### Mitglieder und Unterstützer
siehe Kategorie:Person (Werteunion)

#### Gründung und erste Jahre
Der Verein Freiheitlich-Konservativer Aufbruch, der sich später in Werteunion e. V. (Eigenschreibweise: WerteUnion) umbenannte, wurde am 25. März 2017 von Mitgliedern der CDU und der CSU in Schwetzingen gegründet. Eine Reihe namhafter Unionspolitiker referierte auf Veranstaltungen der Gruppierung, so am 16. März 2018 der ehemalige sächsische Ministerpräsident Georg Milbradt in Dresden unter dem Titel Die Euro-Krise – was bedeutet sie für uns?
Zum Bundestreffen Anfang April 2018 in Schwetzingen sandte Bundesgesundheitsminister Jens Spahn ein Grußwort. Der Generalsekretär der CDU Baden-Württemberg, Manuel Hagel, nahm an dem Treffen teil. Dort wurde ein Konservatives Manifest beschlossen, das der Verein am 7. April 2018 veröffentlichte. Darin wurde ein Richtungswechsel der CDU/CSU gefordert.
Im August 2018 verständigten sich Präsidium und Vorstand der CDU darauf, neue Parteigruppen wie die Werteunion und die ebenfalls neugegründete Union der Mitte nicht anzuerkennen, um eine Zersplitterung der Partei zu verhindern und den parteiinternen Zusammenhalt zu stärken.
Am 15. Juni 2019 fand in der FILharmonie Filderstadt der zweite Bundeskongress der Werteunion statt. Der angekündigte Redner, CDU-Vize Thomas Strobl, hatte kurz zuvor abgesagt – wie es hieß, weil aus der Werteunion die CDU-Parteispitze attackiert wurde.
Die Mitgliederzahl der Werteunion stieg von rund 2000 (Stand Juni 2019) auf rund 4400 Mitglieder Mitte Februar 2020. Bereits während der Diskussion über den möglichen Parteiausschluss von Hans-Georg Maaßen aus der CDU (im August 2019) waren nach eigenen Angaben Hunderte neuer Mitglieder in die Werteunion eingetreten.
Am 16. Februar 2019 trat Maaßen erstmals seit seiner Versetzung in den einstweiligen Ruhestand öffentlich auf; er hielt in Köln eine Rede vor Mitgliedern der Werteunion. Der Bundesvorsitzende der Werteunion, Alexander Mitsch, erklärte daraufhin: „Bezeichnend ist, wie die SPD Herrn Maaßen angegriffen hat; es ging darum, eine Spitzenkraft loszuwerden, um sich selbst zu profilieren. Ein Skandal, dass die Kanzlerin nachgegeben hat, das müssen wir beklagen, damit wollen wir nicht leben. Die CDU muss aufrechten Personen wie Herrn Maaßen mehr Mitspracherecht geben, dafür setzen wir uns ein.“ Am 21. Februar 2019 teilte Mitsch mit, dass Maaßen der Gruppierung beigetreten sei.

#### Stellung innerhalb der Union
Die Werteunion galt anfangs innerhalb der Unionsparteien CDU und CSU als umstritten. Vorgeworfen wird ihr unter anderem Nähe zur rechtsextremen AfD. Partnernetzwerk der Werteunion innerhalb der Unionsparteien war lange der Berliner Kreis, mit dem es auch viele personelle Überschneidungen gab, der sich jedoch seit der Wahl von Max Otte zum Werteunion-Vorsitzenden offiziell von ihr distanziert.
Der Vorsitzende der Mittelstands- und Wirtschaftsunion Carsten Linnemann verlangte im April 2018, die Forderungen der Werteunion ernst zu nehmen. Bundesgesundheitsminister Jens Spahn sagte in seinem Grußwort an die Werteunion im April 2018, man könne „die AfD überflüssig machen“, wenn man eine deutlich erkennbare bürgerliche Haltung zeige.
Annegret Kramp-Karrenbauer hielt im Juni 2019 die Betonung der Werteunion auf Werte für nicht erforderlich, da jedes CDU-Mitglied bereits für Werte stehe.
Wolfgang Bosbach stellte Mitte August 2019 fest, dass die Werteunion Positionen vertrete, „die noch vor zehn, 15 Jahren ganz selbstverständlich zum Meinungsspektrum der Union gehört haben.“
Friedrich Merz bezeichnete die Werteunion Ende August 2019 als „Hilferuf von unten an die Parteiführung, sich wieder intensiver mit bestimmten Themen zu beschäftigen“. Er diagnostizierte eine fehlende Diskussionskultur und kein Angebot für Konservative seiner Partei. Wertkonservative fühlten sich aktuell von der CDU „verlassen“.
Peter Tauber sah im November 2019 keinen Platz für die Werteunion innerhalb der Union: „Für eine Gruppe aber, die schon mit ihrem Namen unterstellt, alleiniger Lordsiegelbewahrer der Werte zu sein, ist kein Platz in der CDU“.
Elmar Brok bezeichnete die Werteunion als „Krebsgeschwür“. „So etwas muss man von vorne herein mit aller Rücksichtslosigkeit bekämpfen, damit ein solches Krebsgeschwür nicht in die Partei hineinkriechen kann“, sagte er im Februar 2020.
Der saarländische Ministerpräsident Tobias Hans erklärte im Februar 2020, die CDU mache eine Politik auf den Fundamenten ihrer Werte. Insofern sei ein „Bekenntnis zur Werteunion […] eine Beleidigung für alle CDU-Mitglieder“. Man brauche keine Werteunion.
Annette Widmann-Mauz, Vorsitzende der Frauen-Union, kritisierte an der Werteunion die mangelnde Abgrenzung von der AfD.
Die Christlich-Demokratische Arbeitnehmerschaft (CDA) meinte, dass die Forderung der Aufhebung des Kooperationsverbotes mit der AfD, die die Werteunion erhebt, nicht den Werten der CDU entspreche und sie darum „nicht Teil der Union“ sei. Der CDA-Bundesvorstand forderte 2020 unter der Überschrift „Mitgliedschaft in Werte Union und CDU ist unvereinbar“ den CDU-Bundesvorstand auf, einen Unvereinbarkeitsbeschluss zu fassen.
Wolfgang Schäuble bezeichnete die Werteunion Mitte Februar 2020 in einem Interview gegenüber dem Deutschlandfunk als „marginale Gruppe“. Was dort vertreten werde, entspreche nicht der „Meinung der übergroßen Mehrheit in der CDU“.
CDU-Bundesvorstandsmitglied Karl-Josef Laumann äußerte im Mai 2021, dass die Werteunion nicht zur CDU passe und mit dieser nichts zu tun habe.
Am 28. Januar 2023 sagte das ehemalige Werteunion-Mitglied Werner J. Patzelt in einem Fernseh-Interview bei der Welt zum Verhältnis zwischen der CDU und der Werteunion: „In Wirklichkeit ist das Anliegen der Werteunion immer nur das gewesen, die CDU von jenem Kurs wieder wegzubringen, der zum Verfall der Attraktivität der Union an den Wahlurnen geführt hat. […] Aber nachdem in der CDU ja ein Richtungsstreit darüber [vorhanden] ist, ob der Kurs, den die langjährige Vorsitzende Angela Merkel energiepolitisch, sicherheitspolitisch, migrationspolitisch gefahren hat, wirklich der Kurs ist, der der Union guttut, da hat sich die Werteunion […] auf der anderen Seite positioniert, und nachdem weiterhin die Anhänger der ehemaligen Vorsitzenden Merkel im Grunde die innerparteiliche Stimmung prägen, ist die Werteunion weiterhin ohne Einfluss […].“
Am 30. Januar 2023 sprach das CDU-Präsidium der Werteunion eine „politische Missbilligung“ aus: „Wer Mitglied der CDU ist, kann nach unserem Verständnis nicht gleichzeitig Mitglied in der sogenannten Werte Union sein“. Der Präsidiumsbeschluss ist jedoch keine formelle Feststellung der Unvereinbarkeit einer Werteunion-Mitgliedschaft mit einer CDU-Mitgliedschaft. Außerdem forderte das CDU-Präsidium Hans-Georg Maaßen bis zum 5. Februar 2023 zum Austritt aus der CDU auf, anderenfalls soll der Bundesvorstand der CDU ein Ausschlussverfahren gegen ihn einleiten.
Am 10. Februar 2023 sagte der Vorsitzende der Werteunion Hans-Georg Maaßen, dass die CDU für sich klären müsse, ob „sie zu einer von vier linken Parteien im Bundestag wird“ oder ob „sie wieder für die bürgerliche Mitte wählbar [wird], die den Linkskurs nicht mitgeht“. Er sehe „die Notwendigkeit, eine Bürgerbewegung zwischen einer linken Union und der AfD zu schaffen“. In der zweiten Februarwoche 2023 schrieb Maaßen in seiner Stellungnahme bezüglich des ihm drohenden Partei-Ausschlussverfahren an die CDU, dass die CDU vor der Critical Race Theory, die der weißen Mehrheitsgesellschaft den Kampf angesagt habe, eingeknickt sei. Und weiter: „Eine CDU, die sich schützend vor diese Ideologie stellt, dürfte für keinen Bürger in Deutschland mehr wählbar sein.“ (Hinweis: Für den Hintergrund dieser Aussage siehe den Artikel Axel Steier).
Am 13. Februar 2023 wurde von der CDU ein Verfahren zum Ausschluss von Hans-Georg Maaßen aus der CDU eingeleitet. Am selben Tag sagte Hans-Georg Maaßen dazu, dass der eigentliche Grund für das Parteiausschlussverfahren nicht seine Person sei, sondern es solle verhindert werden, „dass die Gemäßigten und die Konservativen in der CDU wieder an Einfluss gewinnen und eine Kurskorrektur in der Partei erreichen können“.
Am 14. Februar 2023 schrieb der Journalist Nikolaus Doll, dass mit dem – von der CDU am 13. Februar 2023 eingeleiteten – Verfahren zum Parteiausschluss von Hans-Georg Maaßen eine Neuausrichtung der CDU erfolgt sei: Jahrzehntelang habe die Union (CDU/CSU) den rechten politischen Rand integriert und damit kanalisiert und gebändigt. Es habe der Grundsatz des früheren CSU-Vorsitzenden Franz Josef Strauß gegolten: „Rechts von der CDU/CSU darf es keine demokratisch legitimierte[n] Parteien geben.“ Diese Integrationsleistung könne die Union aber aufgrund der fortschreitenden Radikalisierung dieser Menschen nicht mehr erbringen. Selbst die Rechtskonservativen, die sich bisher als Teil der CDU verstanden und sich noch nicht der AfD zugewendet hätten, würden jetzt von der CDU-Führung aufgegeben.
Am 1. März 2023 wurde bekannt, dass einige CDU-Politiker einen formellen Unvereinbarkeitsbeschluss bezüglich der Werteunion gefordert hatten. Dieser könnte dann auf dem nächsten CDU-Bundesparteitag im Jahr 2024 beschlossen werden. Der Politikwissenschaftler Torsten Oppelland hingegen riet der CDU, die Situation zu deeskalieren und das Gespräch mit der Werteunion zu suchen. Am 3. März 2023 veröffentlichte der Vorstand der Unionsfraktion im Bundestag ein Positionspapier zur Migrationspolitik, in dem er u. a. Maßnahmen zur Steuerung und Begrenzung der irregulären Migration – wie z. B. einen effektiven Schutz der Außengrenzen der Europäischen Union – vorschlägt.

#### Spaltung
Mitte August 2020 trat der Landesvorsitzende der Werteunion Thüringen, Christian Sitter, von seinem Amt zurück und aus der Werteunion aus. Sitter begründete dies damit, dass die Bewegung von „Krawallmachern, die kein gutes Haar an der CDU lassen“, dominiert werde: „Es geht dort […] nicht mehr darum, inhaltliche Veränderungen zu erreichen.“ Die Stellvertreterin Sitters, Angela Wanner, die zudem im Bundesvorstand der Werteunion als Beisitzerin amtierte, trat ebenfalls zurück. Als Gründe wurden außerdem die Aufnahme von Vera Lengsfeld (siehe auch: Verhältnis von Vera Lengsfeld zur AfD) und eine Annäherung an die AfD angegeben. Die bisherige Thüringen-Vizevorsitzende Wanner sah darin „ein sichtbares äußeres Zeichen eines Kurses, der sich seit Monaten fortsetzt und den wir nicht mehr mittragen können“. Parallel verließ auch der Landesvorsitzende der Werteunion Baden-Württemberg, Holger Kappel, die Werteunion. Er sagte, diese habe sich „radikalisiert“. Es habe „einen Rechtsruck“ gegeben, es werde „hinter vorgehaltener Hand […] mit der AfD gekungelt“ und die „Freunde der AfD“ hätten „inzwischen die Oberhand gewonnen“. Als Beispiele für die Radikalisierung nannte Kappel insbesondere die Positionierung zum Klimawandel und der Corona-Krise sowie das Wirken des Bundesvorsitzenden Alexander Mitsch und des ehemaligen Chefs des Verfassungsschutzes, Hans-Georg Maaßen. Stefan Koch, früherer Pressesprecher und Gründungsmitglied der Werteunion, verließ daraufhin ebenfalls die Organisation.
Mitte September 2020 trat der stellvertretende Bundesvorsitzende, Hinrich Rohbohm, von seinem Amt zurück und aus der Werteunion aus. Rohbohm war außerdem Landesvorsitzender der Werteunion Niedersachsen sowie kommissarischer Landesvorsitzender der Landesverbände Schleswig-Holstein und Hamburg. Simon Beckmann, Landesvorsitzender der Werteunion Bremen, legte ebenfalls sein Amt nieder und kündigte seine Mitgliedschaft auf. Die Landesvorstände der Landesverbände Niedersachsen und Bremen traten daraufhin geschlossen zurück. Rohbohms Begründung wurde wie folgt zitiert: „Manche Kreise betrieben eine aggressive Fundamentalkritik an CDU und CSU. Es werde versucht, fragwürdige Kooperationen mit in Konkurrenz zur Union stehenden Parteien anzubahnen oder sogar eine neue Partei zu gründen.“ Gemäß t-online komme es derzeit zu vielen Austritten von Mitgliedern und die Mitgliederzahl soll nur noch bei 4100 liegen.
Innerhalb der Werteunion in Thüringen fand 2020 ein Machtkampf um deren Vorsitz, Ausrichtung und das Verhältnis zur AfD statt.
Für weitere Unruhe sorgte im Mai 2021 die Wahl Max Ottes zum Nachfolger von Mitsch.
Am 3. Juli 2021 trat die bayerische Werteunion aus dem Bundesverband aus und firmiert seither wieder unter ihrem ursprünglichen Namen Konservativer Aufbruch für Werte und Freiheit. In Baden-Württemberg kündigte der Landesvorstand aus Protest gegen die Wahl von Otte zum neuen Bundesvorsitzenden fast geschlossen seinen Rücktritt an. Hintergrund der Rücktritte ist gemäß einem Schreiben der Landesvorstände in Baden-Württemberg an den Bundesvorstand eine „Annäherung an völkische und nationalistische Themen“. Dies laufe „dem wertkonservativen und wirtschaftsliberalen Kurs der Landesvorstandsmitglieder zuwider“. Auch der Ex-Vorsitzende Mitsch trat aus der Werteunion aus und begründete dies mit dem Gebaren Ottes. Ebenso legte der rheinland-pfälzische Landesvorstand seine Ämter nieder und kündigte seinen geschlossenen Austritt an. Am 9. Juli 2021 erklärte Bernd Pfeiffer seinen Rücktritt als Berliner Landesvorsitzender und als Beisitzer im Bundesvorstand. Zudem trat er aus der Werteunion aus.
Otte trat am 30. Januar 2022 als Bundesvorsitzender zurück, nachdem er von der AfD für die Wahl des deutschen Bundespräsidenten 2022 für das Amt des Bundespräsidenten nominiert worden war, wodurch das Amt ein Jahr vakant war. Seine Mitgliedsrechte in der CDU wurden aufgrund seiner Annahme der Nominierung als AfD-Bundespräsidentschaftskandidat ausgesetzt; im Oktober wurde Otte schließlich aus der CDU ausgeschlossen. Zwei Jahre zuvor betrieb bereits der damalige Vorsitzende Alexander Mitsch wegen überwiegend als verharmlosend gewerteter Aussagen Ottes bezüglich des rechtsextremistisch motivierten Mordes an Walter Lübcke seinen Vereinsausschluss.
Am 28. Januar 2023 wurde Hans-Georg Maaßen Bundesvorsitzender. Kurze Zeit später wurde der Bundesvorstand neu gewählt, darunter der frühere Marine-Inspekteur Kay-Achim Schönbach zum stellvertretenden Bundesvorsitzenden, der aber Anfang 2024 wieder zurücktrat.
Wenige Tage nach der Parteigründung im Februar 2024 traten der ehemalige Vorsitzende des Werteunion e. V., Max Otte, sowie der erst im Jahr 2023 dem Verein beigetretene Markus Krall aus dem Förderverein aus. Beide äußerten unabhängig voneinander sowohl bezüglich der Ausrichtung als auch in Bezug auf die Zielsetzung der Partei Kritik und warfen ihr Selbstüberschätzung vor.

### Partnerorganisationen
Als Partnerorganisationen, die nach eigenem Bekunden ebenfalls für ein konservativeres Profil der CDU eintreten, bezeichnet der Verein die Aktion Linkstrend stoppen, die Christdemokraten für das Leben und die Gruppe Konrads Erben, einen vom Werteunion-Gründer Alexander Mitsch gegründeten Zusammenschluss konservativer Altstipendiaten der Konrad-Adenauer-Stiftung.

### Rezeption
Von einigen Medien und Beobachtern wird die Werteunion als rechtskonservativ eingestuft. Der Parteienforscher Uwe Jun (Universität Trier) sah 2019 keine Grenzverletzungen in den Aussagen von Vertretern der Werteunion.
Michael Wehner, Leiter der Landeszentrale für politische Bildung Baden-Württemberg, sah im Vorfeld der Tagung in Schwetzingen 2018 den „Modernisierungskurs in Deutschland mittlerweile zu sehr mehrheitsfähig oder akzeptiert“. Unter wahlstrategischen Aspekten sei es daher fraglich, „ob sich ein solcher Kurs insgesamt auszahlen würde“. Zudem könnten „zu übertriebene Parolen da aber nicht zu einer Re-Integration von AfD-Wählern führen, sondern eher das Gegenteil bewirken“.
Auch die Politikwissenschaftlerin Ursula Birsl (Universität Marburg) stellte im Juli 2019 fest, dass sich die „Gesellschaft in den letzten Jahrzehnten deutlich liberalisiert“ habe. Marginalisierte Gruppen würden somit „lauter“. Die Werteunion fange allerdings innerparteilich „ein Kommunikationsbedürfnis“ auf.
Der Politikwissenschaftler Martin Florack befand hingegen im Februar 2020, die Werteunion sei „ein weit überschätzter Faktor“; es handele sich dabei „eher [um] die Mitt-Vierziger in der Partei, die klare Karriereziele verfolgen und dafür auch auf Wellen surfen“.

## Politische Positionen

### Wirtschaft
Die Werteunion gilt als wirtschaftsliberal. Sie selbst bezeichnet die „soziale Marktwirtschaft im Sinne Ludwig Erhards“ als ihr Leitbild, lehnt aber eine Ausweitung von Sozialleistungen ab. In ihrem Konservativen Manifest plädiert sie für „Schuldenabbau, Entlastung der arbeitenden Bevölkerung von steuerlichen und sozialen Abgaben“ und eine „grundlegende Reform unserer sozialen Sicherungssysteme“. Der Mindestlohn soll nach Vorstellung der Werteunion abgeschafft werden. Staatliche Regulierungen für Unternehmen will sie verringern. Als damaliger Vorsitzender der Werteunion bezeichnete Alexander Mitsch im Jahr 2020 Deutschland als „ausufernden Sozialstaat, der munter das Geld umverteilt“.

### Migration
Die Werteunion bezieht sich mit ihrem Namen auf ein christliches, freiheitliches und patriotisches „Wertefundament“. Sie bekennt sich unter anderem zur westlichen Wertegemeinschaft und tritt für einen „starken deutschen Rechtsstaat“ ein. Von Zuwanderern wird „Assimilation statt Integration“ und die Orientierung „an einer europäisch-deutschen Leitkultur“ verlangt. Die Werteunion tritt für eine „am Bedarf des Arbeitsmarkts orientierte Einwanderung“ und eine „gesteuerte qualifizierte Zuwanderung“ sowie für eine restriktivere Asylpolitik ein und fordert einen besseren Grenzschutz im Falle verstärkter Zuwanderung. Eine Zuwanderung in die Sozialsysteme sei Deutschland nicht mehr zumutbar. So wird auch gefordert, dass „im Mittelmeer aufgegriffene Migranten an die Küste zurückgeführt werden, von der sie gekommen sind“.

### Verteidigung
Um eine „deutlich verbesserte Einsatzfähigkeit [der …] Bundeswehr“ sicherzustellen, befürwortet die Werteunion die NATO-Zielvorgabe, zwei Prozent des Bruttoinlandsprodukts in die Landesverteidigung zu investieren, und will die Wiedereinführung der Wehrpflicht prüfen.

### Klimapolitik
Die Werteunion Bayern unterstützt das Projekt klimafragen.org, das sich gegen mehr Klimaschutz in Deutschland einsetzt. Das Projekt wird von der Lobby- und Klimawandelleugnerorganisation EIKE unterstützt, deren Vorsitzender Holger Thuß (CDU) und Vizepräsident Michael Limburg (AfD) sind. Limburg gehört neben Vera Lengsfeld, die inzwischen der Werteunion angehört, zu den Erstunterzeichnern des Projekts. Der Klimaforscher Stefan Rahmstorf bewertete das Projekt nach einer Analyse als „Propaganda-Aktion“ und als „Täuschungsmanöver“. Laut Spiegel belegt dies „ein informelles Bündnis zwischen Neuen Rechten und Klimawandelleugnern“. Die Bundesgeschäftsstelle der CDU lehnte einen Kommentar zu dem Projekt ab.
Im Klima-Manifest 2020 wird auch der wissenschaftlich unstrittige Zusammenhang zwischen Kohlenstoffdioxidausstoß und globaler Erwärmung bestritten und als „Müllwissenschaft“ bezeichnet. Kern des Positionspapiers ist laut Münchner Merkur die These, dass weniger als ein Prozent des Klimawandels menschengemacht sei. Schon im kommenden Jahrzehnt sei „mit dem Beginn einer Abkühlung zu rechnen“, unabhängig von menschlichen Aktivitäten. Die Werteunion Bayern vertrete damit Thesen, die „eher in der AfD beheimatet“ seien. Stefan Rahmstorf schrieb dazu, das Manifest enthalte nicht weniger als 16 längst widerlegte Klimamythen und sei insgesamt „ein Kompendium des wissenschaftlichen Unsinns, den man auf den Webseiten der selbst ernannten ‚Klimaskeptiker‘ halt so findet – von EIKE über Kalte Sonne bis zu Tichy’s Einblick und der Achse des Guten“.
Laut Spiegel Online argumentiert der Werteunion-Ex-Vorsitzende Mitsch in Hinblick auf Klimapolitik „ähnlich wie die Klimawandelleugner in den USA oder europäische Rechtspopulisten“. Mitsch und Maaßen gaben EIKE ein gemeinsames Interview. Gegenüber Bild erklärte Maaßen: „Die Union sollte sich nicht mit Greta, sondern mit echten Problemen beschäftigen.“
Am 4. Juni 2019 berichteten einige Medien, dass die Werteunion längere Laufzeiten für Atomkraftwerke fordere. Dies stieß bei den Kraftwerksbetreibern auf kein Interesse.

### Familienbild
Der Verein sieht Ehe und Familie – unter dem Leitbild „Vater, Mutter, Kinder“ – als die „wichtigsten Grundlagen unserer Gesellschaft“ und lehnt eine staatliche Förderung von Genderforschung und Gender-Mainstreaming ab.

### Haltung zur AfD
Die Werteunion lehnte Koalitionen der CDU mit der AfD auf Bundes- und Landesebene ab und forderte zunächst für eine Neubewertung, dass sich die AfD von ihrem rechtsextremen Flügel trenne. Auf regionaler und lokaler politischer Ebene müsse „der Umgang der Unionsparteien mit der AfD unterhalb der Bundesebene von den Unionsverantwortlichen vor Ort geklärt werden. Sie können die sach- und personalpolitischen Verhältnisse dort besser einschätzen als die Führung der Bundespartei aus der Ferne“, so Mitsch. Am 12. Februar 2020 räumte Mitsch auf Anfragen der Presse hin ein, 2014 und 2016 zwei kleinere Geldbeträge an die AfD gespendet zu haben. Am 14. Februar 2020 veröffentlichte Die Zeit, dass führende Mitglieder der Werteunion früher AfD-Mitglieder waren, darunter der stellvertretende Bundesvorsitzende Hinrich Rohbohm für einige Monate im Jahr 2013 sowie Klaus-Dieter Kurt, Mitglied des Bundesvorstandes, bis zum Jahr 2015. Im November 2019 unterzeichnete Christian Sitter als Mitglied des Landesvorstands der Mittelstands- und Wirtschaftsunion Thüringen mit weiteren sechzehn CDU-Mitgliedern aus Thüringen einen Appell, wonach ein Gesprächsprozess mit allen Parteien im Landtag zu beginnen sei, auch mit der AfD. Eine Koalition schloss er aus, über einzelne Projekte könne man aber reden: „Warum Dialog verweigern, wenn wir die besseren Argumente haben?“ Hans-Georg Maaßen lobte den Brief als „sehr gute Initiative“. Laut Deutschlandfunk bekennt sich Sitter zu Überschneidungen seiner Ansichten und derjenigen der Mitzeichner des Appells mit denen der AfD: „Familie ist für uns – bei aller Vielfalt, die wichtig ist, das muss man ja heutzutage immer dazu sagen – Mann, Frau und Kind. Wo kommen die vor in den Medien vor lauter Diversität und lesbian-, schwulian-, gay- und so weiter -Community? Ich finde das schlimm!“ Dem Deutschlandfunk zufolge ist es ein „zentraler Ansatz von Heym, Sitter und einigen anderen Unterstützern im aktuellen Aufruf“, „die AfD-Wähler in Schutz zu nehmen vor der AfD“.
Nach der Ministerpräsidentenwahl in Thüringen am 5. Februar 2020 stand die Werteunion in der Kritik, weil sie die mit AfD-Stimmen erfolgte Wahl des FDP-Politikers Thomas Kemmerich begrüßt hatte. Der stellvertretende Vorsitzende des Arbeitnehmerflügels der Christdemokraten, Christian Bäumler, erklärte: „Wer die Werte der CDU nicht teilt, hat in der CDU nichts zu suchen. Wir brauchen keine AfD-Hilfstruppe in unseren Reihen.“ Der frühere CDU-Generalsekretär Ruprecht Polenz brachte einen Unvereinbarkeitsbeschluss gegenüber Mitgliedern der Werteunion ins Gespräch. Die Werteunion habe darauf abgezielt, Thüringens Ministerpräsidenten Bodo Ramelow „mit Hilfe der faschistischen AfD“ abzuwählen, und feiere das Ergebnis. Die Gruppierung sei inzwischen als „Partei in der Partei“ im Begriff, die Christdemokraten zu zerstören. Dennis Radtke (Europaabgeordneter und Vorsitzender des Sozialflügels CDA in NRW) sagte, stellvertretend für die CDA in NRW, „die Nähe der Werteunion zur AfD sei unerträglich“: Eine Mitgliedschaft in CDU und zugleich der Werteunion sei unvereinbar. Mitsch widersprach und bezeichnete dies als „Forderung von wenigen“. In ähnlichem Sinn äußerte sich Tilman Kuban, Bundesvorsitzender der Jungen Union. Mit Blick auf Mitschs Spenden an die AfD sprach er von einem nicht zu tolerierenden Verhalten und stellte dessen Platz in der CDU in Frage.
Die Reaktion von Bundeskanzlerin Angela Merkel auf die Wahl Kemmerichs kommentierte der damalige Werteunion-Pressesprecher Ralf Höcker mit dem sarkastischen Vorschlag eines neuen Paragrafen für das Grundgesetz, in dem stehen müsse: „Eine Wahlwiederholung muss erfolgen, wenn das Wahlergebnis unverzeihlich ist. Die Bundeskanzlerin beurteilt nach freiem Ermessen, ob dies der Fall ist.“ Am 13. Februar 2020 trat Höcker von allen politischen Ämtern zurück.
Im Februar 2020 ließ der Werteunion-Vorsitzende Mitsch nach einer Sitzung des Bundesvorstandes der Werteunion deren Beschluss verlautbaren: „Die Werteunion lehnt eine Zusammenarbeit mit der AfD und der Linkspartei entschieden ab und hat auch nie eine Zusammenarbeit gefordert. Sie steht voll und ganz hinter den diesbezüglichen Beschlüssen des CDU-Bundesparteitags.“ Im August 2020 traten allerdings mehrere Funktionäre und Vorsitzende der Werteunion von ihren Ämtern zurück und aus dem Verein aus, unter anderem mit der Begründung, dass sie die Nähe zur und das „Kungeln hinter vorgehaltener Hand“ mit der AfD nicht mehr mittragen könnten.
Mitte September 2020 schied der Verfasser der „Frankfurter Erklärung“, Hinrich Rohbohm, aus der Werteunion aus und legte zuvor seine Ämter als stellvertretender Bundesvorsitzender und Landesvorsitzender u. a. in Schleswig-Holstein nieder. Rohbohm begründete gegenüber t-online: „Wenn diese Erklärung unterlaufen oder relativiert wird, kann das aus meiner Sicht nicht folgenlos bleiben“. Er sprach damit die fortgesetzten Annäherungen an die AfD an.
Am 28. Januar 2025 trat der frühere AfD-Bundestagsabgeordnete Dirk Spaniel zur Werteunion über und verschaffte ihr so ihren einzigen und ersten, nur kurzzeitigen Sitz im Bundestag.

### Innerparteiliches der CDU und CSU
Bei der Wahl zum neuen CDU-Bundesvorsitzenden 2018 unterstützte die Werteunion Friedrich Merz. Auf dem Bundesparteitag im Dezember stellten Mitglieder der Werteunion mit dem erforderlichen Quorum von über 500 Unterschriften sechs Anträge. Darin forderten sie beispielsweise einen Sonderparteitag „Asyl und Einwanderung“, eine intensive Diskussion und Beratung des UN-Migrationspakts, eine Beschränkung der doppelten Staatsbürgerschaft und mehr CDU-Mitgliederbeteiligung. Der Antrag für mehr direktdemokratische Elemente in der Partei wurde an den Bundesvorstand überwiesen. In einer veränderten Fassung des Doppelpass-Antrags bekräftigte die CDU „ihre im gemeinsamen Regierungsprogramm von CDU und CSU zum Ausdruck gebrachte Ablehnung einer generellen doppelten Staatsangehörigkeit.” Die anderen Anträge lehnten die Antragskommission und der Parteitag ab.
Im Mai 2018 fand ein vertrauliches Gespräch zwischen der CDU-Generalsekretärin Annegret Kramp-Karrenbauer und Mitsch im Konrad-Adenauer-Haus statt. Als sich im Sommer 2018 der Streit um die Flüchtlingspolitik und insbesondere die Position Bayerns und der CSU verschärfte, befürworteten Teile der Werteunion eine bundesweite Ausdehnung der CSU. Anfang Juli 2018 trafen sich Vertreter der Werteunion bei einer Veranstaltung in Berlin mit dem Vorsitzenden der CSU-Landesgruppe Alexander Dobrindt, der sich Anfang 2018 für eine „konservative Revolution“ ausgesprochen hatte. Dabei ging es auch um die „Grenze der Integrationsfähigkeit Deutschlands“, die aus Dobrindts Sicht bereits erreicht sei, sowie den „Einstieg in den Umstieg zu einer restriktiveren Flüchtlingspolitik“.
Im Mai 2019 forderte die Werteunion laut Pressemeldungen einen Ministerposten für Kramp-Karrenbauer. Im Zuge der Debatte um den CDU-Kanzlerkandidaten bei der nächsten Bundestagswahl forderte sie im Juni 2019 eine Urwahl, um den nächsten Spitzenkandidaten der Union festzulegen. Mit einer Lichtprojektion auf die CDU-Parteizentrale forderte die Werteunion am 28. September 2021 erneut Laschets Rücktritt.

### Verhältnis zum Rechtsextremismus

#### Mordfall Walter Lübcke
Nach dem rechtsextrem motivierten Mord an dem CDU-Mitglied Walter Lübcke beklagte Max Otte unter anderem eine medial stattfindende „Hetze gegen die rechte Szene“ und bezeichnete den bereits vor der Tat als Rechtsextremist bekannt gewesenen Täter Stephan E. als „minderbemittelten Einzeltäter“. Werteunion-Vorsitzender Mitsch forderte daraufhin den Parteiausschluss Ottes.
Gemäß einer Recherche von t-online soll Udo Kellmann, Bundesschatzmeister der Werteunion, das YouTube-Video, das Lübcke in einer Bürgerversammlung zeigte und von der AfD entsprechend medial bekanntgemacht und abwertend kommentiert wurde, in den sozialen Netzwerken – neben der AfD-Europaabgeordneten Christine Anderson – zuerst verbreitet haben. Der Youtube-Kanal, auf dem das Video hochgeladen worden war, sei bis dahin völlig unbekannt gewesen. Die Stimme, die auf dem Video als Zwischenruf zu hören ist, gehöre Stephan E., wie später die Süddeutsche Zeitung berichtete.

#### Positionierung zum Anschlag in Hanau
Nach dem rechtsextremistisch motivierten Anschlag in Hanau 2020 forderte die Werteunion „klare Kante gegen rechtsextremistische Gewalt“.

#### Kontroversen um Klaus Dageförde
Bei den Vorstandswahlen Ende Mai 2021 wurde Max Otte zum neuen Vorsitzenden und Klaus Dageförde zu einem seiner Vizechefs gewählt. Dageförde, nach eigenen Angaben in den 1980er Jahren „zwei oder drei Jahre lang“ Mitglied in der rechtsextremistischen Szene, wurde 1990 von der Staatsanwaltschaft Stuttgart angeklagt. Ihm wurde „Rädelsführerschaft“ in einer verbotenen Organisation vorgeworfen, dem Bamberger Ableger der von Michael Kühnen gegründeten Aktionsfront Nationaler Sozialisten/Nationale Aktivisten (ANS/NA), die sich als Fortführung von NSDAP und SA verstand. Der Prozess begann im Februar 1991 und endete im Mai 1994 nach 124 Verhandlungstagen. Das Verfahren gegen Dageförde wurde nach dessen Angaben eingestellt. Er bestritt, Kameradschaftsführer gewesen zu sein, und nach dem Verfahren habe er jeglichen Kontakt zu den rechten Organisationen abgebrochen. 2001 tauchte Dageförde aber erneut in polizeilichen Akten auf. Eine Erkenntnismeldung der Polizei Hannover nennt Dageförde als Kontaktperson der Kameradschaft und Freund des Kameradschaftsführers der „Kameradschaft Hannover-Celle“ Jörg R.
Nach Angaben von Otte habe Dageförde bei der Versammlung des Vereins seine Neonazivergangenheit angesprochen, jedoch versichert, dass er „seit 30 Jahren clean ist und nichts mehr mit der rechten Szene und rechtsextremem Gedankengut zu tun hat“. „Das reicht mir“, sagte Otte in der taz.
Beim Bürgerlich-Freiheitlichen Aufbruch, einer überparteilichen Sammlungsbewegung, war Dageförde seit April 2021 ebenfalls Vorstandsmitglied. Sein dortiges Amt als stellvertretender Vorsitzender legte er am 4. Juni 2021 nieder.

#### Treffen mit Neurechten und AfD-Funktionären 2023 in Potsdam
Nach Recherchen des Recherchenetzwerks Correctiv waren die Landesvorsitzende der Werteunion Nordrhein-Westfalen Simone Baum und ihre Stellvertreterin Michaela Schneider Teilnehmerinnen eines Treffens am 25. November 2023 in der Villa Adlon in Potsdam mit Teilnehmern der Neuen Rechten, darunter der österreichische Identitäre Martin Sellner. Bei dem Treffen, das geheim bleiben sollte, sei über einen „Masterplan“ zur praktischen Umsetzung der Vertreibung von Millionen Menschen aus Deutschland, auch solchen mit deutscher Staatsangehörigkeit, gesprochen worden (sogenannte Remigration). Der Generalsekretär der CDU Carsten Linnemann kündigte die Prüfung von Konsequenzen und ein hartes Durchgreifen an. Am 13. Januar 2024 ließ Friedrich Merz öffentlich verlautbaren, dass er anlässlich des nächsten CDU-Bundesparteitages einen Unvereinbarkeitsbeschluss zur Werteunion beantragen werde. Der Werteunion-Bundesvorstand attestierte hingegen den beiden beteiligten Mitgliedern, sie seien in keiner Weise „undemokratisch und im Widerspruch zu unseren geltenden Gesetzen in Erscheinung getreten“. Nach „persönlicher Befragung“ der beiden Beteiligten habe sich ergeben, dass „die massenhafte Rückführung von Deutschen mit Migrationshintergrund“ zu keiner Zeit Thema der Veranstaltung gewesen sei, es seien „ausschließlich Rückführungsstrategien erörtert [worden], die im Einklang mit deutschem und EU-Recht“ stünden. Die Berichterstattung von Correctiv und anderen Medien bezeichneten Vertreter der Werteunion hingegen als „ganz offensichtliche Schmutz- und Lügenkampagne“. Die Kritik an den Behauptungen von Correctiv und den in den Medien kolportierten Interpretationen wurde später mehrfach gerichtlich aufgearbeitet mit dem Ergebnis, dass die Kritik berechtigt sei.

#### Einstufung von Hans-Georg Maaßen als Rechtsextremist
Im Januar 2024 wurde bekannt, dass das Bundesamt für Verfassungsschutz (BfV) den Vorsitzenden des Vereins Hans-Georg Maaßen als Rechtsextremisten abgespeichert hat. Maaßen verklagte daraufhin das Bundesamt für Verfassungsschutz.